# South Island (ö i Kenya)
South Island är en ö i Kenya i Turkanasjön.   Den ligger i länet Marsabit, i den centrala delen av landet, 400 km norr om huvudstaden Nairobi. På ön finns 16 vulkankratrar.